# Buenaventura Córdoba Espinosa de la Cerda
Buenaventura Córdoba Espinosa de la Cerda (Madrid, 23 marzo 1724 – Madrid, 6 maggio 1777) è stato un cardinale e patriarca cattolico spagnolo.

## Biografia
Nacque il 23 marzo 1724 a Madrid. Era il quinto dei sette figli di Nicolás Fernández de Córdoba Figueroa y Aguilar, conte di Villafranca e duca di Medinaceli, e di Jerónima Maria Spinola y de la Cerda, dei marchesi di Los Balbases.
Studiò con eccellenti precettori, soprattutto lettere e lingue. Successivamente studiò teologia e diritto canonico e ottenne un dottorato in teologia.
Dopo che fu ordinato presbitero, re Carlo III lo nominò suo elemosiniere.
Il 6 aprile 1761 fu nominato arcivescovo titolare di Neocesarea del Ponto e patriarca delle Indie occidentali. Ricevette la consacrazione episcopale il 28 giugno dello stesso anno, nella Chiesa di San Jerónimo el Real a Madrid, per mano di monsignor Manuel Quintano Bonifaz, arcivescovo titolare di Farsalo ed inquisitore generale di Spagna, assistito dai co-consacranti monsignor Manuel Antonio de Murillo y Argáiz, vescovo di Segovia, e monsignor Andrés Cano y Junquera, vescovo titolare di Arad ed ausiliare di Sigüenza. Nel 1762 divenne anche vicario castrense per la Spagna, mantenendo quest'incarico fino alla morte.
Papa Clemente XIII lo elevò al rango di cardinale nel concistoro del 23 novembre 1761. Fu il re di Spagna a chiedere la sua promozione al cardinalato. Partecipò al conclave del 1769, che elesse papa Clemente XIV. Il 26 giugno 1769 ricevette il titolo di San Lorenzo in Panisperna. Tornato in Spagna fu colpito da un attacco apoplettico, che lo limitò molto nella sua attività. Non partecipò al conclave del 1774-1775, che elesse papa Pio VI.
Morì il 6 maggio 1777 a Madrid, all'età di 53 anni. Dopo le esequie, presiedute da monsignor Quintano Bonifaz, che lo aveva consacrato vescovo, venne sepolto nella chiesa del collegio di San Tommaso.

## Genealogia episcopale e successione apostolica
La genealogia episcopale è:
- Cardinale Scipione Rebiba
- Cardinale Giulio Antonio Santori
- Cardinale Girolamo Bernerio, O.P.
- Arcivescovo Galeazzo Sanvitale
- Cardinale Ludovico Ludovisi
- Cardinale Luigi Caetani
- Cardinale Ulderico Carpegna
- Cardinale Paluzzo Paluzzi Altieri degli Albertoni
- Papa Benedetto XIII
- Papa Benedetto XIV
- Cardinale Enrico Enriquez
- Arcivescovo Manuel Quintano Bonifaz
- Cardinale Buenaventura Córdoba Espinosa de la Cerda

La successione apostolica è:
- Cardinale Giuseppe Maria Doria Pamphilj (1773)